# تیغه (زمین‌شناسی)

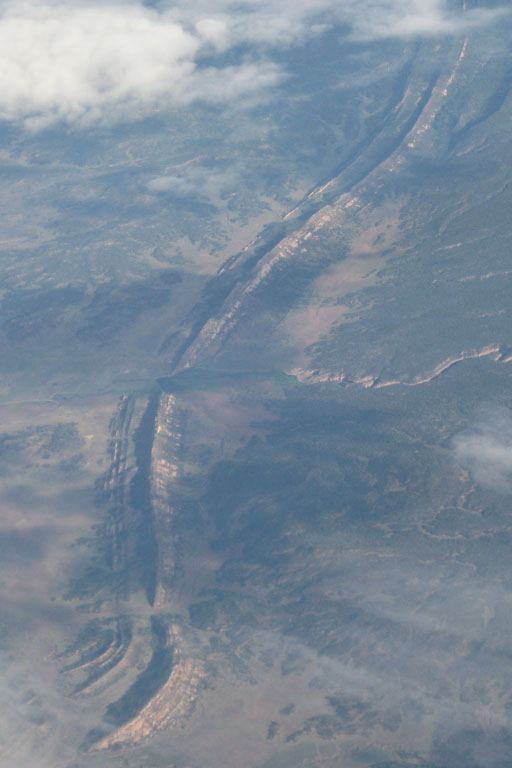
عکس هوایی از یک هوگ‌بک در نیومکزیکو

تیغه یا هوگ‌بک (به انگلیسی: Hogback) به رشته طویل و باریکی گفته می‌شود که نتیجه فرسایش نامساوی در لایه‌های با جنس متفاوت است و تفاوت آن با کواستا در آن است که دارای دو دامنه پرشیب است، در حالی که کواستا یک دامنه پرشیب و یک دامنه ملایم دارد.